# Karadagurki, Malur
Karadagurki là một làng thuộc tehsil Malur, huyện Kolar, bang Karnataka, Ấn Độ.